# Harald Olsen

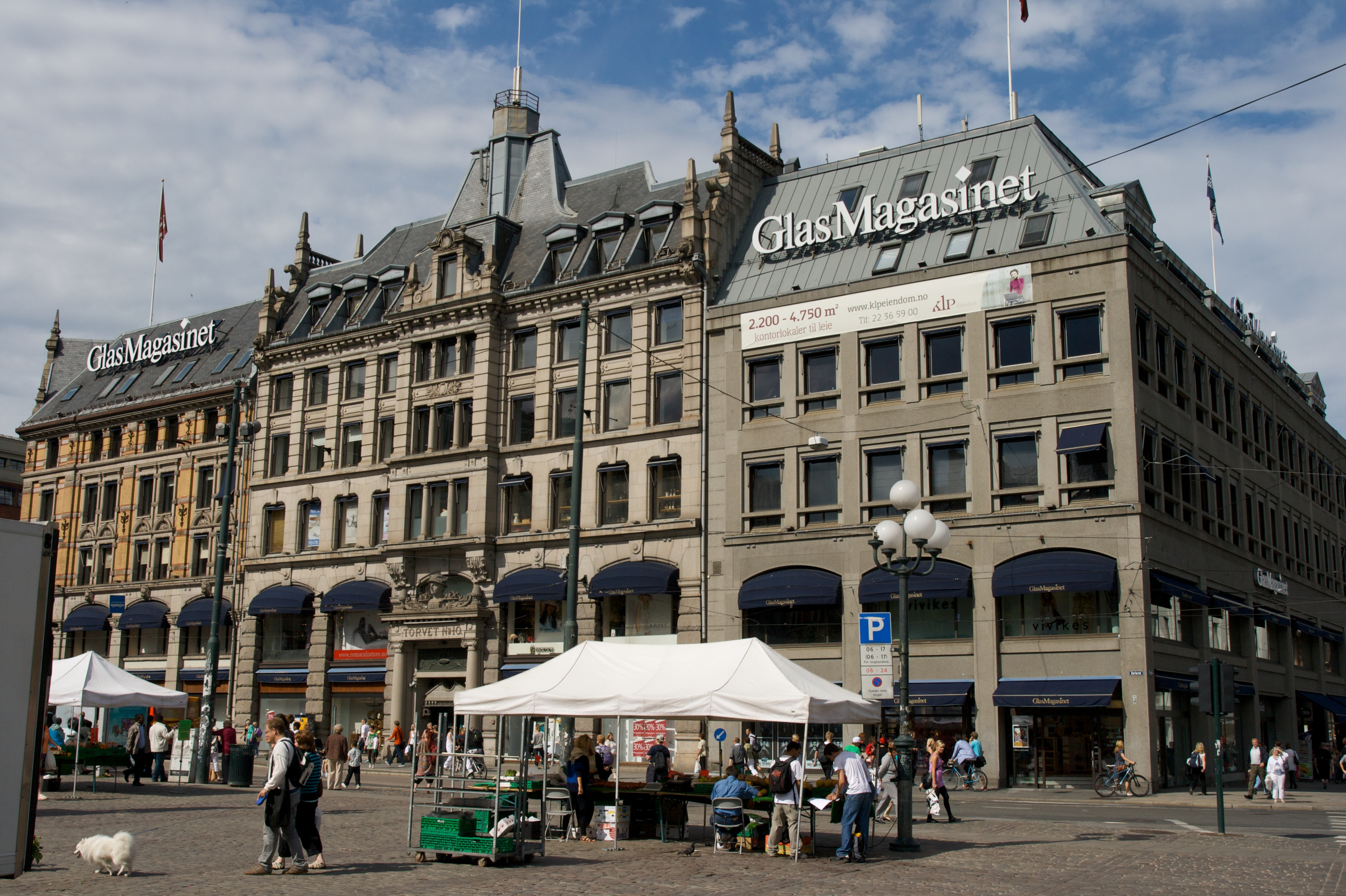
Christiania Glasmagasin (2009)

Harald Olsen, född 1851 i Asker, död 11 november 1910 i Kristiania (nuvarande Oslo), var en norsk arkitekt.
Olsen utbildade sig i Berlin och Paris och bosatte sig därefter i Kristiania, där han ritade en rad byggnader och även vann erkännande som möbelarkitekt, särskilt i fransk riktning. Av hans större arbeten kan nämnas Glasmagasinets monumentala byggnad på Stortorvet i Kristiania.
Olsen var även en framstående tecknare och verkade under lång tid som lärare vid Kunst- og håndverksskolen i Kristiania. Han var bland annat i flera år ordförande i Kunstnerforeningen.